# Aminochinurid
Aminochinurid oder häufig auch Surfen [sʊʀˈfeːn] (als Surfen-Insulin) ist ein Desinfektionsmittel mit einem Harnstoffgrundgerüst und ist ein pharmazeutischer Hilfsstoff für die Insulinherstellung. Es wurde im Jahr 1937 in den Laboratorien der Firma Hoechst entdeckt.

## Eigenschaften
Aminochinurid ist ein weißes Pulver, welches unter Normalbedingungen in Wasser nur wenig, in Ethanol sehr gering löslich ist. In siedendem Wasser löst es sich hingegen gut.

## Verwendung
Aminochinurid und sein Dihydrochlorid werden als Desinfektionsmittel für verschiedene Indikationen eingesetzt, beispielsweise als Bestandteil von Pudern; aber auch in Lösung für Wundspülungen.

### In der Insulinherstellung
Aminochinurid wurde seit 1938 ebenfalls zur Produktion von Verzögerungsinsulinen eingesetzt. Dabei nutzte man die Eigenschaft, dass es mit Insulin unlösliche, salzartige Komplexe bildet. Der auf diese Weise gewonnene Komplex mit Schweine- oder Rinderinsulin kann in Suspension subkutan gespritzt werden und stellt aufgrund seiner sehr geringen Löslichkeit ein Depot dar, aus dem Insulin nach und nach freigesetzt wird. Die Freisetzung ähnelt dabei der von NPH-Insulin. Nachteil dieser Applikationsform war jedoch, dass die Suspension vor der Injektion erst sorgfältig aufgeschlämmt werden musste, zudem traten häufig allergische Reaktionen gegen Aminochinurid auf. Im Jahr 2005 wurden die letzten Präparate mit Surfen-Insulin vom Hersteller Berlin-Chemie vom Markt genommen.